# 허스
《허스》는 2007년에 개봉한 대한민국의 영화이다.

## 캐스팅
- 김혜나 : 지나 1 역
- 엘리자베스 웨이스바움 : 지나 2 역
- 수지 박 : 지나 3 역
- 윌윤리 : 루카스 역
- 칼 윤 : K 역
- 박성택 : 한국인운전사 역
- 크리스 데블린 : 팀 역
- 레오 리 : 일본인 여행객 역